# 毛诺鲸属
毛诺鲸属（学名：Morenocetus）为露脊鲸科的一个属。

## 下属物种
本属包括以下物种：
- Morenocetus parvus Cabrera, 1926[2]